# Manuel Peláez Edo
Manuel Peláez Edo (València, 25 de Julio de 1865 - † la Pobla de Valverde, província de Terol, 1936) fou un polític valencià., alcalde de Castelló de la Plana i governador civil d'Alacant.

## Biografia
Treballà com a rellotger i el 1903 milità a Unió Republicana, després es passaria al Partit Republicà Radical, amb el qual fou regidor de l'ajuntament de Castelló de la Plana de 1918 a 1922. A les eleccions municipals de 15 d'abril de 1931 fou escollit alcalde de Castelló, càrrec que va ocupar fins a desembre de 1933. També fou vicepresident del Comitè Provincial del seu partit (1932), i governador civil d'Alacant (desembre de 1933 - febrer de 1934) i de Terol (febrer de 1934 - novembre de 1935).
Mentre ocupava aquest càrrec esclatà la guerra civil espanyola, i al cap de poc fou detingut i afusellat per les milícies del Front Popular.